# Filippo Quaranta
Filippo Quaranta (Torino, 3 dicembre 1790 – Torino, 18 luglio 1873) è stato un politico italiano.
Nato in Torino, dalla nobile e antica famiglia dei Quaranta, figlio di Giuseppe, Uditore di Corte, originario di Fossano e di Giovanna Maria Cambiano, ed ivi deceduto il 18 luglio 1873.
Senatore di Piemonte (1831) Senatore di Casale (1838) Senatore di Torino (1841) Uditore generale di guerra (1849) avvocato generale militare (1859) Senatore del Regno (nomina del 30 novembre 1862), Presidente e Consigliere di Stato.
Il 13 novembre 1847 viene creato Conte S.R.I., e non avendo avuto prole dalla sua consorte Carolina Cavalchini di Volpedo, ottenne che il titolo passasse con R.D.del 14 febbraio 1869 al nipote Filippo Quaranta-Theseo, figlio del fratello Felice.